# Mako Mermaids
Mako: Island of Secrets  (H2O: A Ilha de Mako (título em Portugal) ou Mako Mermaids (título no Brasil)) é um spin-off destinado ao público infantil e adolescente da telessérie australiana H2O: Just Add Water. No Brasil e em Portugal a série foi disponibilizada através do site de transmissão online original Netflix com áudio original e dublagem/dobragem em português e espanhol. Em Portugal, todas as temporadas foram exibidas pela SIC e pela SIC K, onde a 2ª e 3ª temporadas foram exibidas no seu formato original, como apenas uma.

## Enredo

### 1ª Temporada (26 Episódios)
As jovens sereias Nixie, Lyla e Sirena têm a missão de proteger Mako e o seu cardume dos humanos. Quando elas falham ao deixar Zac, um rapaz de 16 anos, cair na Piscina da Lua, elas são expulsas do grupo. A única forma de serem aceitas novamente é ir à terra firme e tirar os poderes do rapaz- ou correr o risco de serem banidas permanentemente.

### 2ª/3ª Temporada (13 Episódios/13 Episódios)
Com o Sétimo Ciclo da Lua a chegar, a conexão de Zac com Mako tende a aumentar, o que é uma ameaça ao cardume. Sirena encontra Ondina e Mimmi, duas sereias que estão dispostas a quebrar a ligação do tritão com a Ilha.
Numa missão, Sirena e as suas novas amigas descobrem a Câmara dos Tritões, um misterioso templo nas ruínas da Mako. À medida que os seus esforços para com Zac aumentam, elas descobrem que seu laço com a Ilha não é acidental. Ao longo da jornada, novos tritões e sereias aparecem e um confronto épico revela o verdadeiro objetivo da Câmara.

### 4ª Temporada (16 Episódios)
Ondina conhece Weilan, uma sereia do Cardume Oriental. Elas desentendem-se logo de cara e Mimmi é obrigada acalmar os seus ânimos, mas uma ameaça à vida delas está por vir.  
Um dragão aquático, o qual já exterminou o Cardume Oriental, chega à Mako e ameaça a vida de todos na Costa Dourada - porém, ele não é o que aparenta ser. Na jornada para destruir a criatura, Zac e as sereias descobrem segredos chocantes numa batalha que determinará as suas existências.

### Filme
O projeto de um filme original da série, no qual deveria ser mostrado Weilan a reconstruir o Cardume Oriental, foi confirmado pelo criador Jonathan Shiff, em 2015. 
Em janeiro de 2017, a loja Mighty Ape afirmou que o longa ainda estava em processo de desenvolvimento. Em dezembro do mesmo ano Shiff afirmou que o próximo passo seria trazer as sereias de volta. Em junho de 2019, o produtor voltou a afirmar que estava a trabalhar na série, o que provavelmente envolve a execução do tão aguardado filme.

## Elenco e Personagens

### Protagonistas
- Lucy Fry como Lyla (1ª temporada), é uma sereia bastante rebelde. Lyla adora a sua vida como sereia e odiou o fato de ter de usar pernas pra ir à terra firme. Ela não conversa com ninguém no cardume e passa os seus dias a nadar sozinha; Nixie e Sirena foram as suas primeiras amigas.
- Ivy Latimer como Nixie (1ª temporada), Nixie é uma sereia aventureira. Ela não consegue ficar parada, e como consequência, está sempre a resolver a confusão que armou. Desde que era um filhote, ela é obcecada pelos terrestres. Nixie pode falar a língua dos golfinhos. Ela tem uma personalidade forte e é uma boa e sincera amiga.
- Amy Ruffle como Sirena (1ª,2ª e 3ª temporadas), é uma sereia muito boa e pura. As pessoas raramente ouvem o que ela tem a dizer, e à medida que a série avança ela ganha mais personalidade. Sirena foi a primeira do trio "original" a receber um Anel da Lua. Ela tem uma bela voz e compartilha uma ligação única com a sua irmã Aquata, de quem ganhou o Anel.
- Chai Hansen como Zac Blakely (1ª,2ª,3ª e 4ª temporadas), bonito e charmoso, Zac é um nadador salvador num tempo integral até que, num passeio com o seu melhor amigo à Ilha Mako, acaba por cair na Piscina da Lua, o que o transforma em tritão. No começo, Zac só queria ter a sua vida normal de volta, mas ele acaba por ver um lado bom em ser diferente.
- Isabel Durant como Ondina (2ª,3ª e 4ª temporadas), é uma sereia impulsiva e teimosa. Ao lado da sua melhor amiga Mimmi, ela abandona o cardume para ir atrás de Zac na terra firme e retirar os seus poderes. Ondina tem uma personalidade forte, orgulha-se de ser sereia e valoriza muito as suas amizades.
- Allie Bertram como Mimmi (2ª,3ª e 4ª temporadas), é uma sereia curiosa e muito inteligente. Nasceu no Cardume do Norte, porém mudou-se para Mako quando ainda era um filhote. Ao lado da sua melhor amiga Ondina, ela abandona o cardume para ir atrás de Zac na terra firme e retirar os seus poderes. Mimmi é muita poderosa – característica que ela herdou da sua mãe, Nerissa.
- Alex Cubis como Erik (2ª e 3ª temporadas), é um tritão bonito e misterioso, novo na cidade. Ao chegar a Costa Dourada, ele passa a trabalhar no Ocean Café para tentar se aproximar dos seus semelhantes. Erik acredita na união e força dos tritões.
- Linda Ngo como Weilan (4ª temporada), é uma sereia forte e simpática. Depois da destruição do Cardume Oriental, ela passou a viver nas terras chinesas, mas veio parar a Mako após fugir de um dragão aquático misterioso. Dominante da Magia Oriental, Weilan está disposta a fazer o que for necessário para destruir a criatura que acabou com o seu povo.
- Gemma Forsyth como Evie McLaren (1ª,2ª,3ª e 4ª temporadas), uma namorada doce e compreensiva. Namorada de Zac, vende roupas dentro do Ocean Café. No ínicio, Evie não gostava das sereias, pois achava que elas atrapalhavam o seu namoro, mas, ao decorrer da série, ela passa a respeitá-las e a envolver-se cada vez mais com o mundo subaquático, ao ponto de se tornar sereia.

### Personagens Secundários
- Dominic Deustcher como Cam Mitchell (1ª,2ª,3ª e 4ª temporadas), um garoto brincalhão e de bom coração. Melhor amigo de Zac, ele é o primeiro terrestre a saber da transformação do garoto. Apesar de demontrar egoísmo e inveja em várias situações, Cam prova que merece a confiança de seu amigo e das sereias.
- Kerith Atkinson como Rita Santos (1ª,2ª,3ª e 4ª temporadas), uma sereia sábia e acolhedora. Ela deixou seu cardume anos atrás para viver com um terrestre pelo qual se apaixonou, mas que morreu antes que eles pudessem se casar. Ela serve como uma fonte de conhecimento e história para as meninas, e lhes ensina a usar corretamente seus poderes.
- Rowan Hills como David (1ª,2ª,3ª e 4ª temporadas), um garoto doce e apaixonado. Sua família é proprietária do Ocean Café, restaurante onde ele trabalha com Carly e Evie. David toca em uma banda e está sempre disposto a ajudar as pessoas. Tem uma queda por Sirena.
- Brooke Nichole Lee como Carly Morgan (1ª,2ª,3ª e 4ª temporadas), uma garota confiável e proativa. Ela trabalha no Ocean Café com David e sua melhor amiga, Evie. Muito leal a suas amizades, Carly fará o que for preciso para ajudá-las.
- Nick Wright como Joe (1ª,2ª,3ª e 4ª temporadas), Um homem desinteressante e egoísta. Ao contrário de seu irmão David, ele não se importa com os outros, além de pescar em áreas proibidas. Trabalha como entregador no Ocean Café.
- Jenna Rosenow como Aquata (1ª temporada), uma sereia doce e justa. É a irmã mais velha de Sirena, e, no início da série, quando o cardume deixa Mako, deixa com a irmã, que foi banida, seu Anel da Lua. Na quarta temporada leva Sirena para férias no Havaí.
- Natalie O'Donnell como Veridia (2ª,3ª e 4ª temporadas), uma sereia inteligente e respeitada. É a líder do concelho do cardume de Mako. Na infância foi grande amiga de Rita. Pede que as sereias destruam a câmera do Tritão.
- Taylor Glockner como Chris (3ª e 4ª temporadas), um garoto dedicado e sonhador. Deseja fazer parte do programa de treinamento de golfinhos, mas após o preenchimento das vagas, recebe ajuda de Mimmi para entrar, e acaba se apaixonando por ela.
- Mikey Wulff como Karl (4ª temporada), um garoto sério e comprometimento. Melhor amigo de Chris, desde o programa de treinamento de golfinhos, trabalha como treinador no parque marinho.
- Cariba Heine como Adriana "Drica" Chadwick (4ª temporada), uma mulher independente e inspiradora. Ela é uma terrestre que se transformou em sereia na Ilha Mako há anos e hoje esconde sua verdadeira identidade, afirmando ser uma mergulhadora. Divulgando ao redor do mundo "Segredos das Profundezas", seu livro, Drica carrega consigo um artefato que pode salvar Mako e Gold Coast da destruição. Ela é uma das sereias protagonistas da série "H2O: Meninas Sereias", que é ambientada 7 anos antes de "Mako Mermaids".

## Dublagem/Dobragem

### Dublagem no Brasil
| Personagem     | Dublador(a)        | Dublador(a)           |
| Personagem     | 1ª Temporada       | 2ª-4ª Temporada       |
| -------------- | ------------------ | --------------------- |
| Lyla           | Tatiane Keplmair   | —                     |
| Nixie          | Samira Fernandes   | —                     |
| Sirena         | Priscila Ferreira  | Sylvia Salustti       |
| Zac Blakely    | Rodrigo Andreatto  | Sergio Cantú          |
| Evie McLaren   | Rebeca Zadra       | Fernanda Baronne      |
| Ondina         | —                  | Flávia Saddy          |
| Mimmi          | —                  | Bruna Laynes          |
| Erik           | —                  | Marcos Souza          |
| Weilan         | —                  | Ana Elena Bittencourt |
| Cam Mitchell   | Fábio Lucindo      | Charles Emmanuel      |
| David          | Vagner Fagundes    | Andreas Avancini      |
| Carly Morgan   | Priscila Franco    | Erika Menezes         |
| Rita Santos    | Adriana Pissardini | Angélica Borges       |
| Joe            | Wendel Bezerra     | Mckeidy Lisita        |
| Chris          | —                  | Felipe Drummond       |
| Karl           | —                  | Allan Arnold          |
| Drica Chadwick | —                  | Mariana Torres        |

| Ficha Técnica        | São Paulo (1ª)          | Rio de Janeiro (2ª-4ª) |
| -------------------- | ----------------------- | ---------------------- |
| Estúdio de dublagem: | TV Group Digital Brasil | Alcatéia               |
| Direção de dublagem: | Vagner Fagundes         | Flávia Saddy           |
| Tradução:            | Marco Aurélio Nunes     | Último de Carvalho     |

### Dobragem em Portugal
| Personagem   | Dobrador(a)                                     | Dobrador(a)                     |
| Personagem   | Versão SIC                                      | Versão Netflix                  |
| ------------ | ----------------------------------------------- | ------------------------------- |
| Lyla         | Ana Cloe                                        | —                               |
| Nixie        | Cristina Basílio                                | —                               |
| Sirena       | Raquel Ferreira                                 | Carla García                    |
| Zac Blakely  | Guilherme Macedo                                | Luís Nascimento                 |
| Evie McLaren | Sónia Neves (†)                                 | Cristina Basílio                |
| Evie McLaren | Cristina Basílio (a partir do ep.6 da 2ª temp.) | Cristina Basílio                |
| Ondina       | Joana Almeida                                   | Raquel Ferreira                 |
| Mimmi        | Érika Mota                                      | Soraia Tavares                  |
| Erik         | Luís Barros                                     | TBA                             |
| Weilan       | Mafalda Luís de Castro                          | Maria Camões                    |
| Cam Mitchell | João Pedro Jesus                                | Pedro Bargado                   |
| David        | Duarte Silva                                    | Pedro Bargado                   |
| Carly Morgan | Carla Chambel                                   | TBA (2ª Temporada)              |
| Carly Morgan | Sandra de Castro (a partir da 2ª Temporada)     | Suzana Farrajota (3ª Temporada) |
| Rita Santos  | Ana Vieira                                      | TBA (2ª Temporada)              |
| Rita Santos  | Ana Vieira                                      | Suzana Farrajota (3ª Temporada) |

| Ficha Técnica        | Versão SIC e Netflix (1ª)                                                  | Versão Netflix                 |
| -------------------- | -------------------------------------------------------------------------- | ------------------------------ |
| Estúdio de dobragem: | Audio In                                                                   | 112 Studios (2ª)               |
| Estúdio de dobragem: | Audio In                                                                   | PTSDI Media (3ª)               |
| Direção de dobragem: | Ivan Capela                                                                | Paulo Oom (PTSDI Media)        |
| Direção de dobragem: | Cristina Basílio (2ª-3ª)                                                   | Paulo Oom (PTSDI Media)        |
| Tradução:            | Helena Montez (1ª)                                                         | André Silva (PTSDI Media)      |
| Tradução:            | Hugo Sovelas (2ª-3ª)                                                       | André Silva (PTSDI Media)      |
| Direção musical:     | Pedro Bargado                                                              | TBA                            |
| Genérico inicial:    | Ana Vieira e Pedro Bargado (1ª)                                            | Sandra de Castro (112 Studios) |
| Genérico inicial:    | Joana Almeida (2ª-3ª)                                                      | Sandra de Castro (112 Studios) |
| Captação áudio       | Nuno Reis                                                                  | TBA                            |
| Captação áudio       | Emanuel Lima (2ª-3ª)                                                       | TBA                            |
| Mistura final        | Emanuel Lima                                                               | TBA                            |
| Actores Adicionais:  | Carlos Macedo, Helena Montez, José Neves, Sandra de Castro, Solange Santos | TBA                            |

## Temporadas
| Temporada | Temporada | Episódios           | Exibição original       | Exibição original     | Exibição em Portugal (SIC) | Exibição em Portugal (SIC) | Exibição em Portugal (Netflix) | Exibição em Portugal (Netflix) |
| Temporada | Temporada | Episódios           | Estreia da temporada    | Final da temporada    | Estreia da temporada       | Final da temporada         | Estreia da temporada           | Final da temporada             |
| --------- | --------- | ------------------- | ----------------------- | --------------------- | -------------------------- | -------------------------- | ------------------------------ | ------------------------------ |
|           | 1         | 26                  | 26 de julho de 2013     | 12 de janeiro de 2014 | 9 de novembro de 2013      | 2 de fevereiro de 2014     | Outubro de 2015                | Outubro de 2015                |
|           | 2         | 13                  | 13 de fevereiro de 2015 | 7 de agosto de 2015   | 14 de janeiro de 2017      | 22 de julho de 2017        | Outubro de 2015                | Outubro de 2015                |
| 3         | 13        | 23 de julho de 2017 | 13 de fevereiro de 2015 | 7 de agosto de 2015   | 3 de setembro de 2017      | Agosto de 2016             | Agosto de 2016                 |                                |
|           | 4         | 16                  | 21 de maio de 2016      | 21 de maio de 2016    | 1 de janeiro de 2018       | 1 de janeiro de 2018       | 31 de janeiro de 2018          | 31 de janeiro de 2018          |